# Ivan Mackevič
Ivan Mackevič (bje. Іван МАЦКЕВІЧ) (8. svibnja 1991.) bjeloruski rukometni vratar. Nastupao za bjelorusku reprezentaciju. Bio je u izabranom sastavu koji je otišao na europsko prvenstvo 2020. godine u Austriji, Norveškoj i Danskoj.